# 사회당 우파
사회당 우파(社会党右派)는 구 일본 사회당 내의 중도좌파 파벌이다. 성립 당시 전쟁 이전의 무산정당이던 사회민중당과 일본노농당 일부의 계보를 이어받았으며, 서구식 사회민주주의를 지향하여 혁명적인 사회당 좌파와 대립했다. 1960년 일부 강경파가 탈퇴하여 민주사회당을 창당했다.
무라야마 정권 시기에 와서는 이미 사민주의 노선이 보편화되어 좌우 이데올로기 대립이 흐려졌고, 언론에서는 편의상 자민당과의 연정에 반대하여 민주당 등 리버럴 정당과의 합당도 불사하는 정파를 우파로 불렀다. 우파 세력은 이후 결성된 민주당에 다수 참여했다.

## 같이 보기
- 일본사회당
- 사회당 좌파